# Palazzo Mussato
Palazzo Mussato è un edificio civile di Padova, sito nel centro storico della città.

## Storia
Il palazzo fu rifabbricato su preesistenze probabilmente medievali sulla strada di Concariola (edifici già citati nel 1685 da Giulio Mussato "casa dominicale in Padova di Concariola con l'altra casa e stalla dirimpetto") in seguito all'investitura della corona regia e del titolo di conte palatino dell'Alvise Mussato, avvenuta nel 1712 e mossa dall'imperatore Carlo VI. L'opera fu voluta dal marchese Vitaliano e poi compiuta dal figlio Galeazzo. Il progetto fu del conte Gerolamo Frigimelica. La costruzione coronò l'ascesa della famiglia che culminò con la seduta nel Maggior Consiglio di Giulio Antonio e il di lui matrimonio con Lucrezia, figlia di Sebastiano Giustiniani, avvenuto il 22 settembre 1778. Con la morte dell'ultimo erede Alvise nel 1849, la fastosa abitazione fu acquistata all'incanto dal comune di Padova per un "prezzo moderatissimo" di 36.600 lire austriache. La collezione dei Mussato (25 tele, tra cui 6 paesaggi di Giuseppe Zais e 70 gessi) fu portata al Palazzo Comunale ad opera di Andrea Gloria che ne fece uno dei fondi fondamentali per la formazione del futuro Museo Civico agli Eremitani. La struttura divenne caserma e poi sede distaccata di alcuni istituti cittadini per divenire nel 1940 Scuola Media Statale "Francesco Petrarca". 

## Architettura
Se all'esterno si mantenne uno stile austero e severo in linea con la tradizione patavina, all'interno la famiglia volle per il piano nobile decorazioni e rifiniture di primissimo livello, che andassero ad accogliere la collezione antiquaria e la quadreria. Gli affreschi furono probabilmente commissionati a Francesco Zugno e Giambattista Crosato, Giambattista Canal, Francesco Zanchi. Ne risultò una delle più compiute testimonianze dell'arte abitativa patrizia a Padova nel Settecento.  

## Curiosità
La famiglia Mussato era nota per il vizio del giuoco d'azzardo, tanto che fecero porre sulla facciata interna del palazzo una lapide, ancora presente, che ammoniva i famigli al trattenersi dal giocare d'azzardo, con la pena dell'esclusione dall'eredità.